# بوكرية إلياس
بوكرية الياس لاعب كرة قدم جزائري ويلعب حاليا لنادي وفاق سطيف.